# Velike Bloke
Velike Bloke – wieś w Słowenii, w gminie Bloke. W 2018 roku liczyła 205 mieszkańców.